# Bedarön

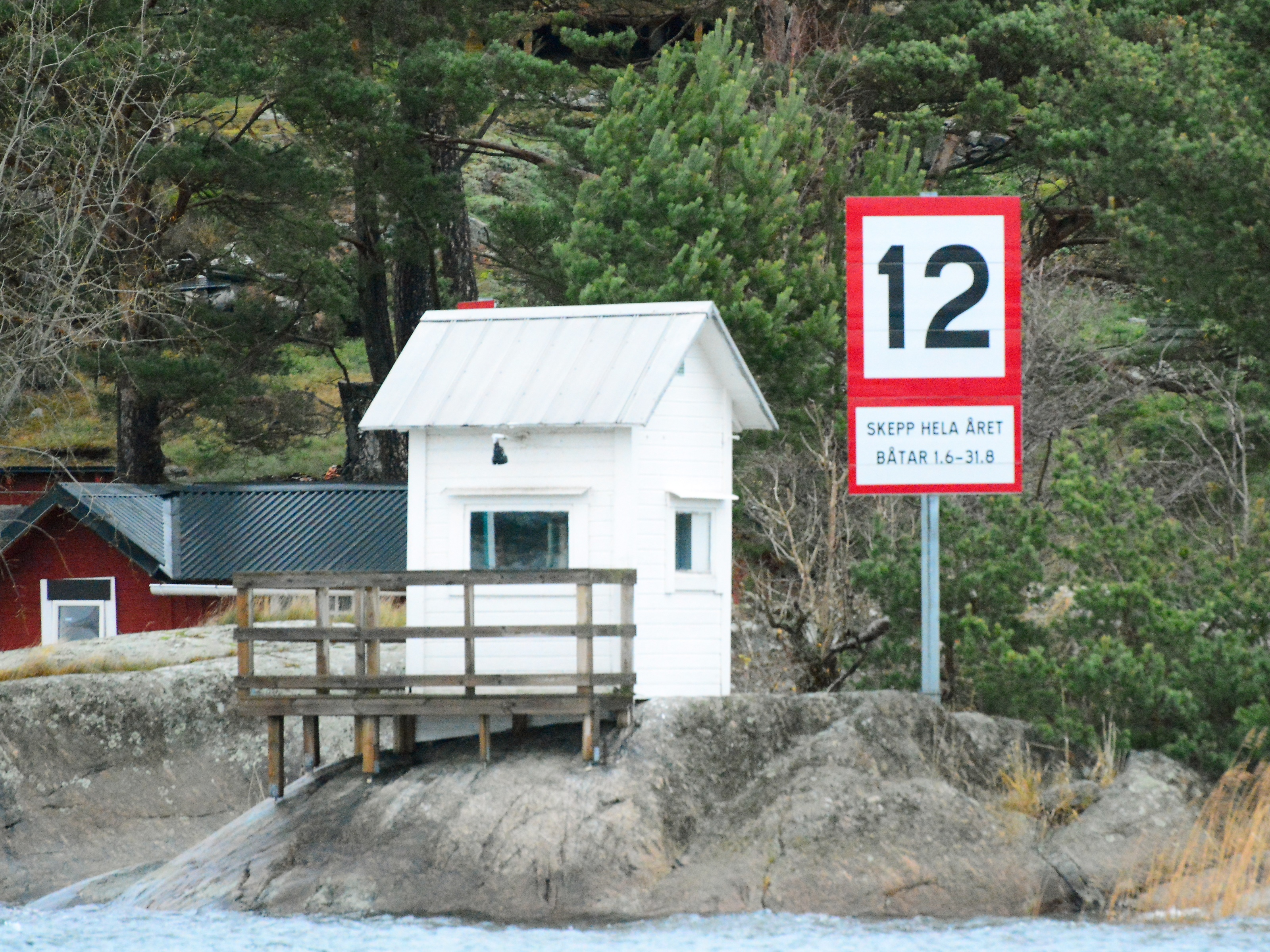
Bedarö fyr på öns västra sida.

Bedarön är en ö i Nynäshamns kommun, numera sammanvuxen med ön Inre Gården strax söder om Bedarön och endast en liten å skiljer ödelarna åt. Båda öarna är sammanlagt knappt 4 kilometer långa
Vid Byviken på Bedarön fanns redan under 1509 ett torp lydande under Nynäs gård. Gården räntade 1509 1/2 tunna strömming och 1562 1 tunna strömming och 8 dagsverken.
Jordbruket vid Bedarös gård avvecklades vid sekelskiftet 1900. Vid samma tid tillkom fyra sommarhus på ön.
År 1903 anlade båtbyggaren J.A. Östman ett varv på Bedaröns västra sida. Östman avled redan 1907, men hans hustru drev verksamheten vidare. Flera framgångsrika kappseglare byggdes vid varvet som spelade en viktig roll vid Olympiska sommarspelen 1912. En minnesplatta sattes på initiativ av Kungliga Svenska Segelsällskapet upp på berget ovanför varvet. Varvet kom senare att avvecklas och istället bli kolstation och serviceanläggning.
Runt 1910 slog sig flera fiskare från norrlandskusten ned på Bedarön och lät uppföra de båthus kombinerade med bostadshus som finns på ön.

## Natur
Största delen av Bedarön är bevuxen med hällmarksskog, men den norra delen av ön genomskärs av en uppodlad dalgång. på sluttningarna växer blandskog där barrträden blandas med ask, ek, björk, rönn och oxel. Här finns också växter som är typiska för betesmark som gullviva och nattviol.